# Парусная (гора)
Парусная — гора в Ловозерском районе Мурманской области, Центральные Кейвы, Кольский полуостров. С 1980 года на горе образован геологический памятник природы «Амазониты горы Парусная».

## Географическое положение
Гора Парусная находится в центральной части Ловозерского района Мурманской области, в восточной части Кольского полуострова, Северо-Западный федеральный округ. Удаленность от Мурманска составляет порядка 225 км к юго-востоку, 33 км севернее села Краснощелье, в 10 км к северо-западу от верховья реки Ельрека.

## Описание
Гора Парусная находится на западной оконечности Кейвского нагорья, между устьями рек Ельйок (8 км к юго-востоку от истока) — левый приток Поноя, и Пятчемы. Возвышается на 366,5 метра.
Месторождение амазонитовых пегматитов было открыто в XX веке, в 1956—1957 гг в ходе геологосъемочных работ учеными-геологами А. П. Гавриловым, Е. Д. Чалых, В. Л. Богатырёвым. Между горой Парусная и находящейся от неё к югу горой Авдотья (высота 308,9м) обнаружена группа из 8 залегающих кулисообразно пегматитовых жил. Размеры одной из них составляют 35 метров в длину и мощностью 4,5-6,5 м, залегающей в биотит-плагиоклазовом гнейсе. Строение её асимметрично-зональное, сложена из крупных блоков гранит-пегматита и пегматоида. При движении к висячему боку увеличивается количество кварца, к которому присоединены обособления голубовато-зеленого пертита, которые в одной из них достигают размеров 1,8 м длиной и до 0,7 м шириной. Основной уникальностью горы является месторождение амазонитов, единственное место в России, где минерал, имеющий голубовато-зеленый, сине-зеленый, изумрудно-зеленый цвет, встречается четко образованными друзами. Крупные объекты достигают 5 и более сантиметров в длину. Также жилы содержат и другие минералы: плагиоклаз, биотит, альбит, магнетит, флюорит разной окраски, циркон, гематит, гадолинит, титанит и др. минералы. Данная территория является геологическим памятником природы регионального значения «Амазониты горы Парусная» с 1980 года. Площадь охраняемой территории 1,0 га.

## Климат
Климат в районе горы Парусная соответствует показателям данного региона, является умеренно-холодным, со средней температурой 13-14 °C летом и −12-15 °C в зимние месяцы, среднее количество осадков 376мм.